# 앨런 오펜하이머
앨런 오펜하이머(Alan Oppenheimer, 1930년 4월 23일 ~ )는 미국의 텔레비전 배우, 영화배우, 성우, 연극 배우이다.

## 영화
- 슈퍼맨/배트맨: 퍼블릭 에너미 (2009년)
- 9: 나인 (2009년) - 과학자 목소리 역
- 랭글러 (2008년) - 본인 역
- 제인 도: 아이 오브 더 비홀더 (2008년)
- 빅 오 (1999년)
- 트랜서 5 (1995년)
- 인비저블맨 (1994년)
- 트랜서 4 (1994년)
- 기적의 탄생 (1991년)
- 원탁의 삼총사 (1991년)
- 프라이드 오브 더 엑스맨 (1989년)
- 리틀 네모 (1989년)
- 머피 브라운 (1988년)
- 우주 보안관 장고 - 극장판 (1988년)
- 슈퍼맨 - 88년 만화영화 시리즈 (1988년) - 파 켄트 목소리 역
- 이사 대소동 (1988년)
- 우주 보안관 장고 - TV시리즈 (1987년)
- 트랜스포머 - 시리즈 (1984년)
- 네버엔딩 스토리 (1984년)
- 제시카의 추리 극장 (1984년)
- 호텔 - 시리즈 (1983년)
- 전격 Z작전 (1982년)
- 블랙 스타 (1981년)
- 개구쟁이 스머프 (1981년)
- 벤자민 일등병 (1980년)
- 테일 거너 조 (1977년)
- 프리키 프라이데이 (1976년)
- 힌덴버그 (1975년)
- 6백만 달러의 사나이 - TV 시리즈 (1974년)
- 이색지대 (1973년)
- 작은 거인 (1970년)
- 닥터 게논 (1969년)
- 스타 (1968년)
- 건 (1967년)
- 호간의 영웅들 (1965년)
- 겟 스마트 (1965년)
- 가메라 (1965년)
- 보난자 (1959년)